# تی‌اچ‌کی
تی‌اچ‌کی (انگلیسی: THK) شرکت ماشین‌آلات ژاپنی است، که در سال ۱۹۷۱ تأسیس شد.